# Aeroporto di Olbia-Venafiorita
L'aeroporto di Olbia-Venafiorita è stato il primo aeroporto che ha servito la città di Olbia.
Inaugurato il 15 maggio 1927, dotato di idroscalo e di campo di aviazione poi intitolato a Fausto Noce, dall'anno successivo divenne operativo per i voli civili.
Nel corso della seconda guerra mondiale l'infrastruttura risultò danneggiata dai ripetuti bombardamenti; nel dopoguerra l'aeroporto riprese a funzionare e vennero istituiti nuovi voli con destinazioni anche verso l'Italia continentale.
Nel 1964 divenne sede della compagnia aerea Alisarda e venne deciso l'allungamento della pista. Il principale autore di questa espansione fu il fondatore della compagnia, il principe Karim Aga Khan IV; al quale oggi è intitolato lo scalo principale della città di Olbia.
L'incremento del traffico aereo e le dimensioni non più adeguate dell'infrastruttura portarono alla sua dismissione e all'apertura del più moderno e funzionale aeroporto di Olbia-Costa Smeralda tra la fine degli anni sessanta e l'inizio degli anni settanta.
L'infrastruttura aeroportuale ospitava anche la stazione meteorologica di Olbia-Venafiorita, anch'essa sostituita negli anni 70 dalla nuova stazione meteorologica di Olbia Costa Smeralda situata presso il nuovo scalo aeroportuale.
Oggi l'ex aeroporto di Venafiorita ospita il 10º Nucleo elicotteri Carabinieri.
Nel 2018 è stato utilizzato come una delle location per la miniserie televisiva Catch-22.
Recenti progetti ipotizzano il recupero dell'area e la costituzione di un polo aeronautico.